# Curcuma tuanii
Curcuma tuanii là danh pháp khoa học của một loài nghệ, được Hoang Tuan Nguyen, Danh Duc Nguyen và Ngọc Anh Nguyen mô tả khoa học năm 2023.

## Chẩn đoán
Loài này tương tự như C. sahuynhensis] (Curcuma phân chi Ecomata) về màu sắc và hình dạng của các lá bắc, các nhị lép màu vàng đậm dài bằng cánh môi và bao phấn hình chữ L, nhưng dễ dàng phân biệt ở (1) chồi lá 5-15 (so với 1-3) trên một cây tạo thành một cụm lớn hơn; (2) phiến lá thuôn dài (so với hình trứng đến hình elip), dài 40-80 cm (so với 20-38 cm), cuống lá nổi rõ, dài tới 40 cm (so với 24 cm); (3) cụm hoa chỉ ở đầu cành (so với ở đầu cành hoặc ở bên); (4) cụm hoa bao gồm các lá bắc dày dặc hơn với 25-45 lá bắc, tỷ lệ số lượng lá bắc so với chiều dài của cụm hoa là 2,50-3,3 (so với 1,53-1,67); (5) nhị lép hẹp hơn 18-21 × 11-13 mm (so với 15-22 × 15-18 mm); (6) cánh môi có vết rạch kéo dài hơn 1/2 (so với dưới 1/3) chiều dài cánh môi và (7) bao phấn dài hơn 10-11 mm (so với 7-8 mm) với mào bao phấn dài hơn 1,0-1,5 mm (so với 0,3-1,0 mm) và đỉnh nguyên thuôn tròn (so với đỉnh có khía).

## Từ nguyên
Loài này được đặt tên để vinh danh ông [Nguyen Hoang] Tuan, người đầu tiên quan sát thấy loài này trên thực địa.

## Mẫu định danh
Mẫu định danh: Nguyen Hoang Tuan No. NHTuan 30; được thu thập từ các cây đang ra hoa được trồng trong vườn của Khoa Dược liệu – Dược học Cổ truyền, Trường Đại học Dược Hà Nội, ngày 15 tháng 8 năm 2019. Holotype: HNU 22972, Trường Đại học Khoa học Tự nhiên, Đại học Quốc gia Hà Nội (HNU); Isotypes: Bảo tàng Thiên nhiên Việt Nam (VNMN).
Nguyên được Nguyen Hoang Tuan thu thập ngày 15 tháng 6 năm 2017, tọa độ 20°51′30,6″B 105°15′11,3″Đ / 20,85°B 105,25°Đ, cao độ 150-200 m, xã Hiền Lương, huyện Đà Bắc, tỉnh Hòa Bình, Việt Nam.

## Mô tả
Cây thảo có thân rễ sống trên cạn cao 0,8-1,0 m. Thân rễ hình trứng hẹp đến hình trứng, 0,5-1,5 × 3,0-5,0 cm, với các nhánh mỏng hướng xuống dưới, bên ngoài màu nâu nhạt, bên trong màu trắng đến vàng nhạt (cắt ngang), có mùi thơm nhẹ; các vảy thân rễ hình tam giác, màu nâu, nhẵn nhụi; củ rễ hình thoi, 2,0-3,5 × 0,7-1,2 cm, màu nâu nhạt, bên trong màu trắng với tâm màu trắng trong mờ, cách thân rễ 8 cm. Chồi lá 5-20 mỗi cây với 2-5 lá trong thời kỳ ra hoa; thân giả dài 15-25 cm, màu xanh lục nhạt bao gồm bẹ lá và lá bắc bẹ; lá bắc bẹ 3-5, nhẵn nhụi, trở thành dạng giấy và rữa nát khi già; bẹ lá màu xanh lục, nhẵn nhụi; lưỡi bẹ dài 2-5 mm, hai thùy, trong suốt, màu ánh xanh lục, nhẵn nhụi, mép thưa lông; cuống lá (5-)15-40 cm (cuống của các lá đáy ngắn hơn nhiều so với cuống của các lá đỉnh), có rãnh, màu xanh lục, nhẵn nhụi; phiến lá 40-80 × 8-17 cm, thuôn dài, tù đến thuôn tròn và hơi không bằng nhau ở đáy, thuôn dần thành đỉnh nhọn thon, gấp nếp, có lông tơ, màu xanh lục sáng ở phía gần trục, nhẵn nhụi, màu xanh lục nhạt ở phía xa trục, nhẵn nhụi; gân giữa màu xanh lục, nhẵn nhụi cả hai mặt, mặt gần trục hơi có rãnh. Cụm hoa ở đỉnh, với cuống được bao bọc trong thân giả; cuống hoa 10-35 cm, màu xanh lục nhạt; cụm hoa bông thóc dài 13-17 cm, đường kính 5-7 cm ở đoạn giữa, không có mào hoa rõ ràng, bao gồm 25-50 lá bắc; lá bắc 3,0-5,5 × 1,5-4,0 cm, hình trứng rộng đến hình thoi (rộng hơn ở đáy, thu hẹp lại ở đỉnh), màu trắng đến xanh lục nhạt ở đáy với ánh hồng đỏ về phía đỉnh và mép, nhẵn nhụi cả hai mặt, hợp sinh ở 1/4-1/3 phần dưới, nhọn, đảo ngược; xim hoa bọ cạp xoắn ốc (cincinnus) với 2-3 hoa ở đáy cụm hoa, với 1-2 hoa gần đỉnh; lá bắc con hình thoi, 2-5 × 0,5-1,0 mm, hình tam giác hẹp, màu trắng hoặc trong mờ, nhẵn nhụi, thường tiêu giảm hoàn toàn. Hoa dài 4,5-5,5 cm, thò ra từ lá bắc; đài hoa dài 20-22 mm, 3 răng, với vết rạch một bên dài ~3-5 mm, màu hồng nhạt đến bán trong mờ, nhẵn nhụi; ống hoa dài ~2,5-3,0 cm, hình trụ hẹp ở đáy tới 1,5-2,0 cm cao hơn bầu nhụy, hình phễu ở đỉnh, bên ngoài màu trắng hoặc trắng pha hồng, có lông ở phần hình phễu, bên trong màu trắng, nhẵn nhụi ở đáy, có lông về phía họng, có rãnh lỏng lẻo ở mặt lưng giữ vòi nhụy; các thùy tràng lưng 20-22 × 6-11 mm, hình trứng tam giác, lõm, hai bên hơi cong vào trong, có mấu nhọn ở đỉnh, mấu nhọn ~2-3 mm, bên ngoài màu đỏ cam nhạt, bên trong màu trắng đến vàng nhạt; các thùy tràng bên 15-18 × 6-8 mm, hình tam giác, đỉnh nhọn rộng đến tù, bên ngoài bán trong mờ hoặc màu đỏ cam nhạt, bên trong có một dải màu vàng nhạt chạy qua tâm; cánh môi 20-23 × 15-16 mm, hình trứng ngược, có vết rạch dài 10-14 mm, màu trắng ở đáy, vàng đậm ở đỉnh, với 2 dải sẫm màu và đậm hơn dọc theo gân giữa; các nhị lép bên ~18-21 × 11-13 mm, hình trứng hẹp không đều đến hình trứng, màu vàng đậm, màu vàng nhạt ở đáy, phía gần trục có lông tuyến ngắn. Nhị dài 14-15 mm; chỉ nhị dài 6-7 mm, đường kính 4-5 mm ở đáy, đường kính 2-3 mm ở đỉnh (điểm bám vào mô liên kết), màu vàng nhạt đến vàng cam, có lông tơ với các lông tuyến; bao phấn dài 10-11 mm, hình chữ L, có cựa; mô liên kết màu vàng đến vàng cam, nhạt hơn ở phía sau gần chỉ nhị, sẫm hơn ở cựa và mào, rậm lông tơ với các lông tuyến; cựa bao phấn dài 3-3,5 mm, mập, đỉnh nhọn, màu vàng; mào bao phấn dài 1-1,5 mm, mập, đỉnh thuôn tròn; mô vỏ bao phấn 6-8 × 0,5-1 mm, hình trứng ngược hẹp, nứt dọc theo toàn bộ chiều dài; phấn hoa màu trắng. Tuyến trên bầu 2, dài 5-6 mm, đường kính 0,6 mm, màu trắng, các đỉnh tù. Vòi nhụy màu trắng, nhẵn nhụi, nằm ở đáy trong rãnh lưng của ống hoa; đầu nhụy hình đầu, đường kính khoảng 1,1 cm, màu vàng nhạt, lỗ có lông rung, hướng về phía trước; bầu nhụy khoảng 3-5 × 2-4 mm, 3 ngăn, màu trắng, rậm lông rậm. Không thấy quả.

## Phân bố
Loài này có tại Việt Nam (tỉnh Hòa Bình). Môi trường sống là rừng đất thấp nhiều bóng râm, cao độ 150-200 m, thường dọc theo các thung lũng suối. Ra hoa vào tháng 6 - 10.